# Дзялошиці (гміна)
Гміна Дзялошиці (пол. Gmina Działoszyce) — місько-сільська гміна у східній Польщі. Належить до Пінчівського повіту Свентокшиського воєводства.
Станом на 31 грудня 2011 у гміні проживало 5335 осіб.

## Територія
Згідно з даними за 2007 рік площа гміни становила 105.48 км², у тому числі:
- орні землі: 82.00%
- ліси: 12.00%

Таким чином, площа гміни становить 17.25% площі повіту.

## Населення
Станом на 31 грудня 2011:
| Опис     | Загалом | Загалом | Чоловіки | Чоловіки | Жінки | Жінки |
| -------- | ------- | ------- | -------- | -------- | ----- | ----- |
| одиниця  | осіб    | %       | осіб     | %        | осіб  | %     |
| все      | 5335    | 100     | 2662     | 49.90    | 2673  | 50.10 |
| міське   | 1024    | 100     | 495      | 48.34    | 529   | 51.66 |
| сільське | 4311    | 100     | 2167     | 50.27    | 2144  | 49.73 |

## Сусідні гміни
Гміна Дзялошице межує з такими гмінами: Водзіслав, Ксьонж-Велькі, Міхалув, Піньчув, Рацлавіце, Скальбмеж, Слабошув, Чарноцин.